# Perczel Miklós (honvédezredes)
Bonyhádi lovag Perczel Miklós (angolul: Nicholas Perczel) (Bonyhád, 1812. december 15. – Baja, 1904. március 14.) Baranya vármegye és Pécs szabad királyi város főispánja, politikus, az 1848–49 évi szabadságharcban honvédezredes, az amerikai polgárháborúban az északi hadsereg ezredese, Perczel Mór honvédtábornok öccse.

## Életpályája
A bonyhádi Perczel család leszármazottja. Apja, bonyhádi Perczel Sándor (1778–1861), százados, Tolna vármegyei birtokos, édesanyja, kajdácsi Kajdacsy Erzsébet (1782–1836) volt. Apai nagyszülei bonyhádi Perczel Gábor (1736–1785), Tolna vármegye főszolgabírája és jobaházi Dőry Anna Rozália (1748–1820) voltak. Anyai nagyszülei kajdácsi Kajdacsy Ferenc (1733-1798), Tolna vármegye alispánja, követe, és cséfalvai Cséfalvay Judit voltak. Testvére Perczel Mór és Perczel Imre voltak.
Testvéreivel együtt Vörösmarty Mihály tanítványa volt. A pesti egyetemen jogot végzett. 1832-től Baranya vármegye aljegyzője lett, majd különböző hivatalokat töltött be Baranya és Tolna vármegyében. 1836-39 között a Baranyavári járás szolgabírája volt. Nagy hatással volt rá erősen forradalmi és hazafias érzületű bátyja, Mór. Tevékenyen részt vett a reformkor politikai küzdelmeiben, izgatás címén pert indítottak ellene, de 1840-ben ítélet nélkül megszüntették azt.

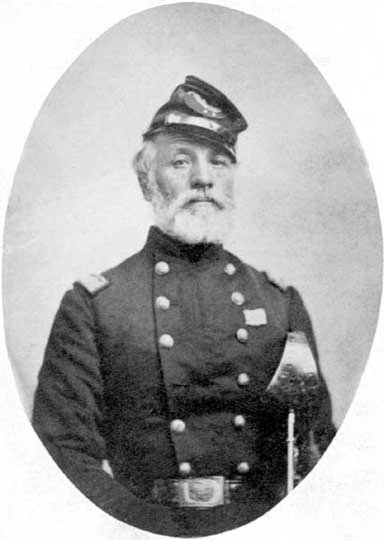
Miklós Perczel de Bonyhád amerikai ezredesi uniformisban

1848 márciusában Baranya vármegye követe az országgyűlésben, majd 1848 júniusában az első népképviseleti országgyűlésben Tolna vármegye kölesdi kerületének országgyűlési képviselőjévé választották. 1848. június 8-ától a Tolna megyei nemzetőrség őrnagya, a bácskai harcokban a Tolna megyei mozgó nemzetőrség egy zászlóaljának parancsnoka volt. Részt vett a pákozdi csatában, de miután zászlóalját nem sikerült honvédzászlóaljjá alakítani, december végén bátyja hadtestében vette át egy honvédzászlóalj parancsnokságát. Ennek élén részt vett a móri ütközetben. Bátyja lemondása után ő is elhagyta a hadtestet és egy Baján állomásozó dandár parancsnoka lett. Március közepétől ismét Perczel Mór parancsnoksága alatt szolgált és részt vett Bácska felszabadításának hadműveleteiben. 1849. április 5-étől honvédalezredessé léptették elő. Április közepén bátyja őt bízta meg – az uralkodó iránti hűség és a magyar alkotmányra tett eskü között ingadozó Csuha Antal tábornok helyett – a péterváradi erőd parancsnokságával, amit 1849. június 5-én Vukovics Sebő miniszter utasítására adott át Kiss Pál vezérőrnagynak. Július 9-én Kossuth ezredessé léptette elő és az aradi vár parancsnokává nevezte ki. Itt összeütközésbe került a vár főfelügyelőjével, Damjanich János vezérőrnaggyal, aki egy időre el is záratta. Szabadulása után bátyjához csatlakozva a temesvári csatában (1849. augusztus 9.) mint önkéntes harcolt.
A vereség után Törökországba menekült, és Kossuthtal együtt Kütahyába internálták. 1851-ben, szabadulása után az Egyesült Államokban telepedett le, Fejérváry Miklós tanácsára telepedett le Davenportban (Iowa). A polgárháború kitörésekor részt vett a 10. számú iowai önkéntes gyalogezred megszervezésében. Grant vezérőrnagy – aki később az Egyesült Államok 18. elnöke lett – javaslatára ezredesként ennek az ezrednek a parancsnoka lett 1861 szeptemberében. Jelentős szerepet játszott Missouri felszabadításában, és még egy ezred került a parancsnoksága alá. Részt vett New Madrid, az ún. 10. számú sziget elfoglalásában és derekasan harcolt az 1862. szeptember 19-i Iuka melletti ütközetben. Ulysses S. Grant tábornok személyesen tüntette ki, azonban a vezetésben eluralkodott intrikák és maláriás megbetegedései miatt benyújtotta lemondását, és 1862. november 1-jén elbocsátották az amerikai hadseregből. Az amerikai polgári életben is feltalálta magát, New Yorkban jól menő borkereskedéséből tartotta el családját.
Az 1867-es kiegyezés után hazatért és 1868-tól 1887-ig Pécs és Baranya vármegye főispánja, majd 1887-től 1892-ig Pécs város országgyűlési képviselője volt. Részt vett a honvéd veterán szervezetek életében, tagja volt a Tolna megyei Honvédegyletnek is. 1904. március 14-én Baján érte a halál, a bajai Rókus temetőben nyugszik.

## Házassága és leszármazottjai
Feleségül vette az ősrégi nemesi származású borsodi Latinovits családból való borsodi Latinovits Hermina (Baja, 1818. július 19.–Baja, 1901. március 2.) kisasszonyt, akinek a szülei borsodi Latinovits Szaniszló (1789–1855), földbirtokos és kézdiozsdolai Gábry Anna (1792–1881) voltak. Perczel Miklós és Latinovits Hermina frigyéből nem született gyermek.

## Kötetei
- Népszerű előadás az alkotmányosságról és a polgári kötelességekről, melyet 1871. évi február 2-án [...] Perczel Miklós tartott / Perczel Miklós ; Pécs; Szauter Antal, 1871. 22 p.
- Naplóm az emigrációból. 1. köt. (Sajtó alá rend., bev., jegyz. Závodszky Géza) Budapest : Tankönyvkiadó, 1977. 189 p. ISBN 963 17 2582 0 (Tárgyszó: Arad-Kutahia, 1849-1951)
- Naplóm az emigrációból. 2. köt. Amerikai napló [ (Sajtó alá rend., bev., jegyz. Závodszky Géza) Budapest : Tankönyvkiadó, 1979. 262 p. ISBN 963 17 4433 7 (Tárgyszó: USA, 1851-1864)

## Emlékezete
Pécsett utcát neveztek el róla.